# Bataille de Minden (1759)
Guerre de Sept Ans
Batailles
- Minorque (navale) (1756)
- Pirna (1756)
- Lobositz (1756)
- Reichenberg (1757)
- Prague (1757)
- Kolin (1757)
- Hastenbeck (1757)
- Gross-Jägersdorf (1757)
- Moys (1757)
- Rochefort (1757)
- Rossbach (1757)
- Breslau (1757)
- Leuthen (1757)
- Carthagène (navale) (1758)
- Olomouc (1758)
- Saint-Malo (1758)
- Rheinberg (1758)
- Krefeld (1758)
- Domstadl (1758)
- Cherbourg (1758)
- Zorndorf (1758)
- Saint-Cast (1758)
- Tornow (1758)
- Lutzelberg (1758)
- Hochkirch (1758)
- Bergen (1759)
- Kay (1759)
- Minden (1759)
- Kunersdorf (1759)
- Neuwarp (navale) (1759)
- Hoyerswerda (1759)
- Baie de Quiberon (navale) (1759)
- Maxen (1759)
- Meissen (1759)
- Glatz (1760)
- Landshut (1760)
- Corbach (1760)
- Emsdorf (1760)
- Dresde (1760)
- Warburg (1760)
- Liegnitz (1760)
- Rhadern (1760)
- Berlin (1760)
- Kloster Kampen (1760)
- Torgau (1760)
- Belle-Île (1761)
- Langensalza (1761)
- Cassel (1761)
- Grünberg (1761)
- Villinghausen (1761)
- Ölper (1761)
- Kolberg (1761)
- Wilhelmsthal (1762)
- Burkersdorf (1762)
- Lutterberg (1762)
- Reichenbach (1762)
- Almeida (1762)
- Valencia de Alcántara (1762)
- Nauheim (1762)
- Vila Velha de Ródão (1762)
- Cassel (1762)
- Freiberg (1762)

- Jumonville Glen (1754)
- Fort Necessity (1754)
- Fort Beauséjour (1755)
- 8 juin 1755
- Monongahela (1755)
- Petitcoudiac (1755)
- Lac George (1755)
- Fort Bull (1756)
- Fort Oswego (1756)
- Kittanning (1756)
- En raquettes (1757)
- Pointe du Jour du Sabbat (1757)
- Fort William Henry (1757)
- German Flatts (1757)
- Lac Saint-Sacrement (1758)
- Louisbourg (1758)
- Le Cran (1758)
- Fort Carillon (1758)
- Fort Frontenac (1758)
- Fort Duquesne (1758)
- Fort Ligonier (1758)
- Québec (1759)
- Fort Niagara (1759)
- Beauport (1759)
- Plaines d'Abraham (1759)
- Sainte-Foy (1760)
- Neuville (1760)
- Ristigouche (navale) (1760)
- Mille-Îles (1760)
- Signal Hill (1762)

- Cap-Français (1757)
- Martinique (1759)
- Guadeloupe (1759)
- Dominique (1761)
- Martinique (1762)
- Cuba (1762)

- Chandernagor (1757)
- Plassey (1757)
- Gondelour (1758)
- Négapatam (navale) (1758)
- Condore (1758)
- Madras (1758)
- Pondichéry (navale) (1759)
- Masulipatam (1759)
- Chinsurah (1758)
- Wandiwash (1760)
- Pondichéry (1760-1761)
- Manille (1762)

- Saint-Louis (1758)
- Gorée (1758)
- Gambie

La bataille de Minden, épisode décisif de la guerre de Sept Ans, s'est déroulée le 1er août 1759 aux portes de la place de Minden en Rhénanie-Westphalie. Les armées britanniques et leurs alliés, le Brunswick-Lunebourg (ou Hanovre) et le royaume de Prusse, vainquirent la France et ses alliés, dont le duché de Saxe.
Cette défaite contribua à ternir sérieusement l’hégémonie des Bourbons en Europe.

## Contexte historique

### Débuts de la campagne de Hanovre
Au début de la guerre de Sept Ans, les Britanniques, alliés aux Prussiens, étaient sur la défensive contre la France, tandis que la Prusse concentrait l’essentiel de son action offensive contre l’Autriche et la Russie. À l’été 1759 les Français firent mouvement depuis Cassel et Düsseldorf vers les territoires britanniques du Hanovre. Le prince de Hanovre était alors souverain de Grande-Bretagne et d’Irlande. Voyant son domaine héréditaire menacé, il pria son allié le roi de Prusse de confier le commandement des armées alliées au duc Ferdinand de Brunswick-Lunebourg réputé pour sa valeur militaire. Après quelques hésitations, Frédéric II accepta et confia le 23 novembre 1757 la direction des armées à Ferdinand. Ce dernier remporta une première bataille et les Français, sur le point d’être rejetés au-delà du Rhin renforcèrent leurs troupes, le maréchal de Contades prenant la direction des opérations au début de 1759. Le généralissime français devait s'emparer des places-fortes de Lippstadt et Münster en Westphalie. Ferdinand lui barra la route mais fut défait à la bataille de Bergen. Les Français, amenant de nouveaux renforts, dépassèrent Korbach et Cassel. Venus du sud, ils firent traverser la Diemel à leurs régiments en plusieurs fois et atteignirent ainsi sans encombre Bielefeld et Herford. Ferdinand se replia sur Osnabrück. Le 8 juillet, le duc de Broglie réussit son coup de main sur la place de Minden. Contades le rejoignit avec le gros de l'armée et fit camper les troupes au sud-ouest de la ville, dans une plaine entourée de marécages : cette position était pratiquement inexpugnable. Le chef d'état-major anglo-prussien, Ferdinand de Brunswick, prit position au nord-ouest de Minden, pour attirer les Français hors de leurs positions et les provoquer à une bataille rangée.

### Les forces en présence
La Grande-Bretagne et la France s'affrontaient simultanément en Europe, en Amérique du Nord, aux Antilles et aux Indes pour la suprématie mondiale. Sur chaque théâtre d'opération les deux puissances s'appuyaient sur leurs alliés locaux. À Minden, les Britanniques bénéficiaient de leur union personnelle avec le Brunswick-Lunebourg, aussi appelé « Hanovre ». Le prince allemand George-Louis de Hanovre avait hérité en 1714 de la couronne britannique. Outre la maison de Brunswick, il était allié au comté de Hesse-Cassel et au royaume de Prusse, puissance émergente en Europe continentale. L'électorat de Saxe combattait aux côtés de la France alors que son duc, qui était en même temps roi de Pologne (Auguste III de Pologne), demeurait à Varsovie. Les soldats de Minden, qui étaient déjà mobilisés dans le 41e régiment d'infanterie prussien, ne prirent aucune part au combat.

## La bataille

### Le champ de bataille
Le combat s'est déroulé dans l'ancienne principauté prussienne de Minden. Le champ de bataille se trouvait dans la plaine à l’ouest de la forteresse de Minden et au nord de la dépression marécageuse de la Bastau : c'était une lande herbue, à peine ponctuée ici et là de jardins et de maisons, entrecoupée de fossés de drainage.
Aux alentours de Minden, au sud-ouest du champ de bataille, les obstacles intéressant la tactique étaient :
- à l'est, la coupure naturelle formée par le lit de la Weser. On ne pouvait franchir le fleuve que par les ponts se trouvant à l'intérieur des remparts de la ville ;
- au sud, la Bastau (de) et ses innombrables marécages comme la « Grande Tourbière » (grosses Torfmoor) qui ne pouvaient être traversés par une armée tant soit peu importante qu'à l'aide de pontons de campagne. Au milieu de ces marécages, les grandes digues de Hille et d'Hartum étaient faciles à défendre. La Bastau ne se jetait dans la Weser qu'à l'intérieur des enceintes de la ville de Minden. Plus au sud de la Bastau les monts des Wiehengebirge fermaient presque entièrement la plaine par le sud depuis la Bastau. On pouvait par exemple traverser la chaîne des Wiehengebirge par les gorges de la Porta Westfalica ou le col de Bergkirchen, mais pour pouvoir se replier au sud par cette route, il fallait absolument contrôler les ponts franchissant la Werre à Bad Oeynhausen et Gohfeld (à Mennighüffen-Ostscheid).
- Au nord, l’Ösper (de) constituait un nouvel obstacle, quoique plus facile à franchir que la Bastau. Un peu plus au nord encore s'étendaient les marais de Uchte, mais ils n'eurent aucun rôle sur le déroulement du combat.

Le champ de bataille était entouré des agglomérations de Hahlen, Nordhemmern, Kutenhausen, Todtenhausen, et enfin de Minden (dans le sens des aiguilles d'une montre).
La principale ligne d'opération des Français, et leur principale voie de repli était donc la vieille route du Rhin passant par Bielefeld, Herford et les gorges de la Porta Westfalica. Le haut-commandement français était parfaitement conscient qu'en cas de défaite à Minden, l'objectif immédiat des coalisés serait de leur barrer cette route : c'est pourquoi il fit renforcer le 28 juillet les troupes commises à la couverture de cet axe, au sud-est, pour en porter l'effectif final à 2 000 fantassins et cavaliers et cinq canons, placés sous les ordres du duc de Brissac, général âgé de 60 ans. Conformément aux prévisions, le général ennemi Ferdinand de Brunswick dépêcha d'importants contingents, formés de régiments hanovriens, et complétés de Brunswickois, Prussiens et Hessois, à travers les monts des Wiehengebirge vers le Sud. Un général de 23 ans, le prince Charles-Guillaume-Ferdinand de Brunswick, se trouvait ainsi à la tête de 8 000 fantassins, 2 000 cavaliers et 32 canons.
Les Français occupaient de solides positions autour des ponts franchissant l’Else dans le secteur de Bünde au nord-ouest de Herford : le 30 juillet, ils repoussèrent sans problème une première attaque des Anglo-Prussiens. Mais le duc de Brissac reçut l'ordre de se replier à l'est pour couvrir sans délai la retraite du gros de l'armée par la ligne de communication avec le Rhin. C'est ainsi qu'il laissa l'ennemi reprendre le pont stratégiquement important de Gohfeld sur la Werre, à mi-chemin entre Herford et le défilé de la Porta Westfalica, et même permit l'occupation des postes défensifs situés aux abords du village plus au sud. Renseigné de la sorte sur les mouvements ennemis, le prince-héritier de Brunswick, qui avait suivi les Français et venait par la même occasion de reprendre position sur la paroisse de Quernheim (au nord-est de Bünde), put fourbir ses plans d'attaque.

### Déroulement

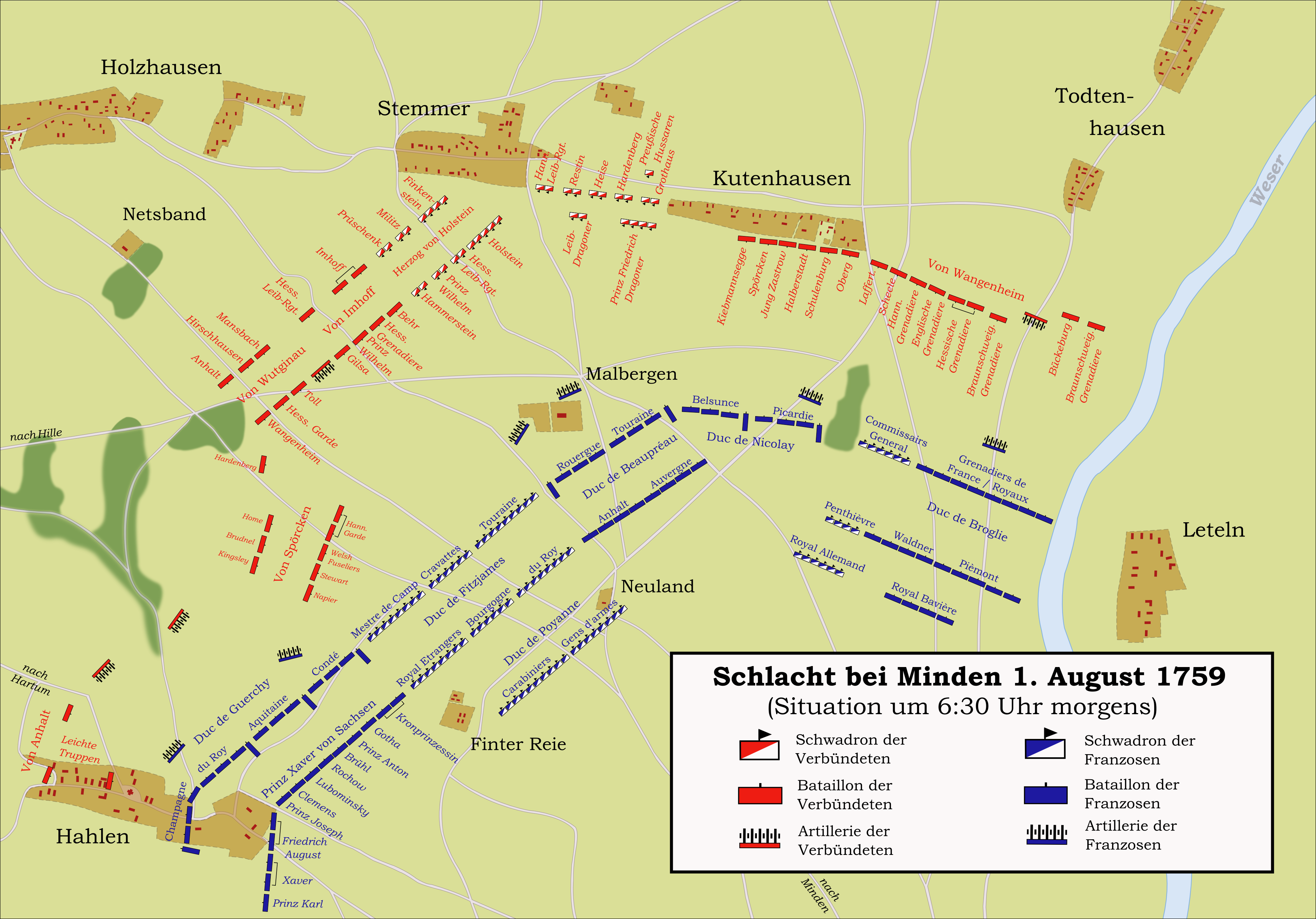
Plan de la bataille de Minden, vers 6h30 du matin.

La rencontre eut lieu le 1er août 1759. À l'armée numériquement inférieure des Anglo-Prussiens commandée par Ferdinand de Brunswick étaient opposés des régiments d'élite français comme le Régiment Gendarmerie de France et le Régiment Royal-Carabiniers,. Les Prussiens et leurs alliés comptaient en effet dans leurs rangs environ 40 000 hommes, les Français plus de 55 000.

#### Au sud: la ligne de la Werre
L'objectif du prince Charles-Guillaume de Brunswick était d'encercler puis de défaire les Français. À cette fin, il divisa ses forces en trois bataillons. Le bataillon au centre, placé sous les ordres du comte von Kielmannsegge (de), devait marcher vers le pont par le nord de la Werre et, fort de l'artillerie du corps de Brunswick, bombarder les positions ennemies. L'aile droite, que le prince commandait en personne, devait franchir l’Else à Kirchlengern puis la Werre en passant par le village de Löhne, et une fois de l'autre côté bifurquer vers Gohfeld pour enfin attaquer les Français par le flanc gauche. Le troisième bataillon, commandé par le général de brigade von Bock, devait se consacrer aux ponts de Neusalzwerk (auj. Bad Oeynhausen) au nord et à l'est de Gohfeld, pour interdire aux Français le repli vers l'est.
Le 1er août vers 3 heures du matin, les bataillons anglo-prussiens s'ébranlèrent. Plus tard dans la nuit, le duc de Brissac fit passer le gros de son armée sur la rive nord de la Werre, parce que le terrain, davantage plat et dégagé, y offrait de meilleures possibilités de manœuvre à la cavalerie. Les Français vinrent ainsi prendre position entre la Werre et la localité de Börstel, à l'ouest de l'actuelle Maison Gohfeld à Mennighüffen-Ostscheid. Il en résulta que le bataillon central des Prussiens se trouva plus vite au contact de l'ennemi, sans appui d'artillerie et à un autre endroit que ce qui avait été prévu. Ainsi, tandis que l'artillerie et l'infanterie prussienne prenaient position à la confluence du ruisseau de Mühlenbach avec la Werre, la cavalerie lança une première charge, mais fut promptement repoussée par les Français. Là-dessus, il s'engagea une canonnade qui dura deux heures.
Malgré l'infériorité de son artillerie, le duc de Brissac était décidé à tenir la position aussi longtemps qu'il le pourrait, afin d'empêcher les contingents du prince-héritier de Brunswick de marcher sur Minden et d'y renforcer les contingents alliés. Ayant remarqué que l'ennemi avait déployé ses forces sur un espace très étendu, il ordonna vers 7 heures à sa cavalerie de charger le bataillon central, qui lui parut le point le plus faible du dispositif des coalisés ; et en effet cette charge rompit le premier rang ennemi. Seulement les préparatifs de cette charge n'étaient pas passés inaperçus des Hanovriens, si bien que la mobilisation en urgence de réserves d'infanterie infligea de lourdes pertes aux cavaliers français, et pour finir les repoussa.
Entre-temps l'aile droite des Hanovriens menée par le prince de Brunswick apparut au sud du pont de Gohfeld, menaçant de s'en emparer et ainsi de prendre à revers les Français. La position du duc de Brissac devenait à présent intenable : il ordonna le repli, mais la manœuvre tourna à la confusion lorsque le bataillon nord du général von Bock se lança à l'attaque. Ainsi la neutralisation prévue du corps d'armée sud des Français réussit finalement.
On ignore le chiffre exact des pertes, mais seuls 300 Français furent faits prisonniers. Les vaincus, en déroute, se réfugièrent pour certains à Bergkirchen, d'autres rallièrent Rehme, d'où ils retrouvèrent le gros de l'armée autour de Minden.

#### Au nord de Minden
Ferdinand chercha à tromper l'adversaire, en laissant le corps Wangenheim isolé à Kutenhausen, au nord de Minden, tandis que le reste de l'armée faisait mouvement vers l'ouest. Il s'agissait d'inciter les Français à quitter leur position retranchée au milieu des marais de Hille et à attaquer un ennemi supposé inférieur numériquement.
Le combat s'ouvrit sur le flanc nord près de Todtenhausen, où les Français lancèrent leur infanterie à l'assaut. Le général de Broglie devait attaquer les ennemis au nord du sanctuaire avec toutes ses forces et les encercler. Une fois cette percée réussie, il devait obliquer vers l'ouest et envelopper les alliés anglo-prussiens par leur flanc. Or vers 5 heures du matin il tomba sur de forts contingents ennemis commandés par le général von Wangenheim (de), lequel défendait le secteur compris entre Kutenhausen et la Weser avec 15 bataillons et le régiment d’artillerie de campagne du comte von Schaumburg. Broglie dut interrompre sa progression et combattit jusqu'à ce que, harcelé par les charges de la cavalerie hessoise commandée par le général prussien von Holstein, il commence à battre en retraite.
À l'aile sud, Ferdinand de Brunswick ordonna d'abord à la cavalerie anglo-hanovrienne de Lord Sackville de prendre position au village de Hahlen ; mais les escadrons, qui n'étaient pas prêts, restèrent immobiles. Un épais brouillard, typique du pays, suivi d'une pluie battante gêna la progression des troupes britanniques vers leurs positions prévues, entre Hahlen et Stemmer : elles ne purent s'y trouver que vers 6 heures. Par suite d'un malentendu (la langue de l'état-major anglo-prussien était le français) les bataillons d'infanterie anglo-hanovriens les plus avancés de l'aile sud marchèrent trop tôt à l'ennemi. Ils prirent au dépourvu la cavalerie française, qui était encore en train de se préparer. Le général von Spörcken (de) maintint l'assaut, si bien qu'il rompit le centre ennemi. Les fusiliers britanniques s'illustrèrent en conservant les rangs au milieu de tirs d'artillerie nourris, et en dispersant la cavalerie ennemie. C'est un des rares cas dans l'histoire où l'infanterie a attaqué spontanément la cavalerie. Ferdinand ordonna à plusieurs reprises à Sackville d'appuyer l’infanterie de ses 24 escadrons, mais ce dernier resta passif, ce qui lui valut de tomber plus tard en disgrâce.
La bataille perdue, les Français durent évacuer la place de Minden et décrocher sur la rive gauche de la Weser. L'accablement de l'ennemi en repli fut un demi-échec de Ferdinand de Brunswick, bien que son roi, Frédéric II, lui eût conseillé de « frapper le fer tant qu'il est chaud ». Par suite de l'affrontement du matin à Gohfeld, les Français ne pouvaient toutefois plus se replier au sud-est par la Werre : ils durent dévier leur route vers Cassel par Kleinenbremen et Hamelin, d'où ils ne purent plus lancer de nouvelle attaque jusqu'à la fin de la guerre. C'est ainsi que les Britanniques parvinrent à écarter durablement les Français des terres de leur souverain George II.

### Pertes
90 000 combattants prirent part à cette bataille, qui dura trois heures d'après les témoignages écrits. Selon certaines sources, il y aurait eu 10 000 soldats tués (le nombre de victimes civiles est indéterminé) ; selon d'autres les Français auraient perdu 480 officiers et 7 700 soldats, les Anglo-Prussiens 150 officiers et 2 600 soldats. Cela signifie que même après la bataille, les Français conservaient l'armée la plus nombreuse, ce qui peut justifier l'abandon d'un harcèlement de l'ennemi par les Prussiens.

## Conséquences
Le jeune prince héritier de Brunswick, qui à Minden et Gohfeld avait fait montre de qualités de stratège, devint par la suite maréchal et général en chef prussien. Quant au duc de Cossé-Brissac sa défaite face à un ennemi inférieur en nombre ne lui nuit aucunement, puisqu'il fut élevé au rang de maréchal de France ; son compagnon d'armes, le futur ministre de la Guerre Philippe-Henri de Ségur, qui à Gohfeld commandait l'infanterie, bénéficia de la même promotion.

### Pour la Grande-Bretagne et la Prusse

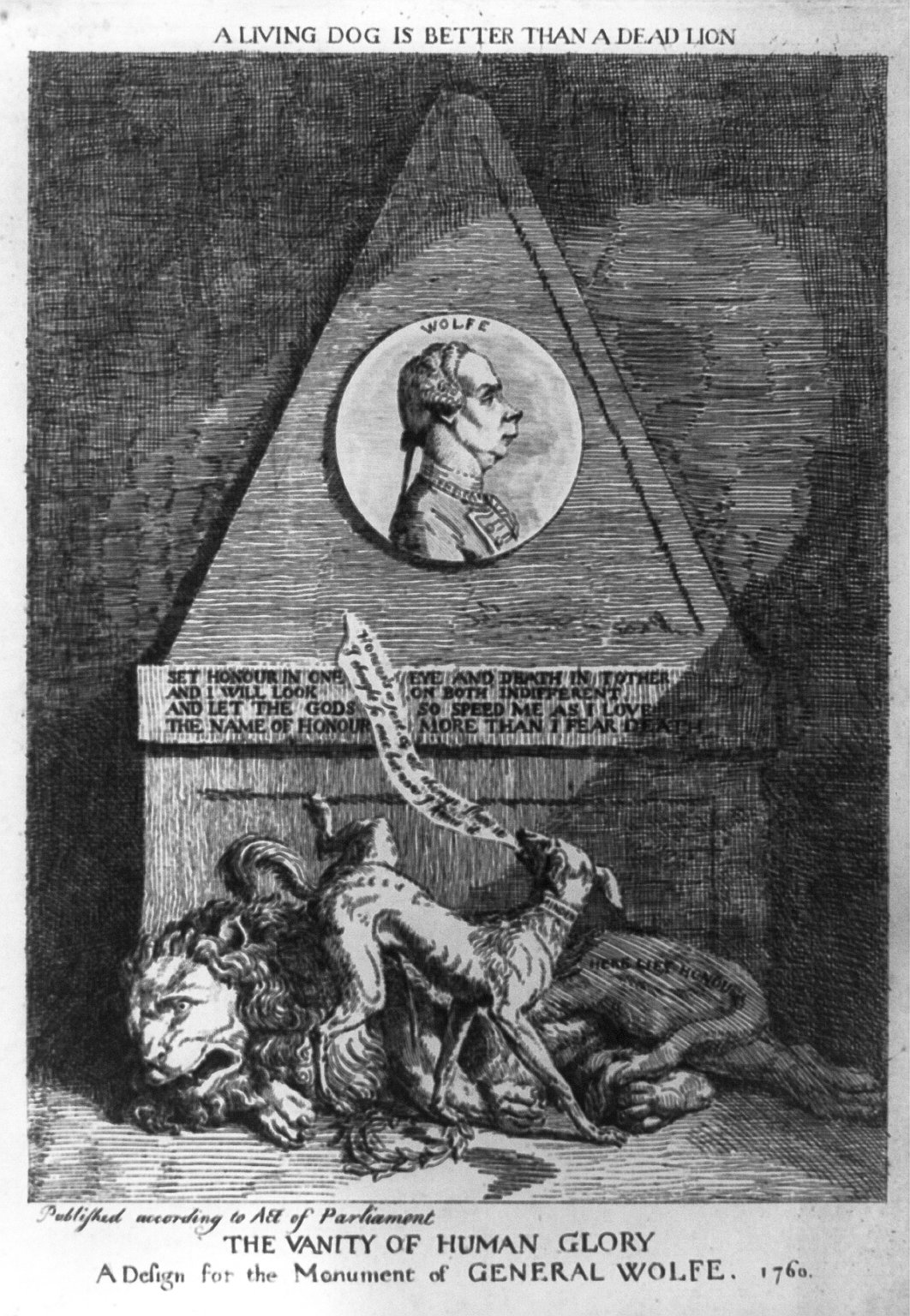
Caricature représentant George Sackville en chien avec un collier marqué Minden devant un mémorial dédié à James Wolfe.

L'année 1759 est commémorée comme Glorious Year par les Britanniques, qui en l'espace de quelques mois firent aussi tomber la place de Québec, expulsant ainsi les Français d'Amérique du Nord, tout en conservant un équilibre des forces sur le théâtre d'opération européen. Par leurs victoires de Lagos et de Quiberon sur la marine de guerre française, leur suprématie navale resta incontestée. Il s'agit d'une étape importante dans la formation de l'empire colonial britannique : le Canada et les Indes devinrent des territoires exclusivement britanniques.
La victoire de Minden fut de portée moindre pour la Prusse car peu après Frédéric II subit une lourde défaite à Kunersdorf, l'empêchant de prendre le dessus et de mettre un terme à la guerre. Ce sont surtout ses alliés de la maison de Brunswick qui retirèrent la gloire de cette bataille.
Les Britanniques, qui avaient atteint leurs principaux objectifs (à savoir contenir les Français à distance du Hanovre), réduisirent sensiblement leurs subsides à la Prusse dans les mois qui suivirent la bataille de Minden. La conduite peu glorieuse du général anglais Sackville, qui avait refusé d'attaquer quand il en avait reçu l'ordre, fit aussi une très mauvaise impression sur l'opinion : Sackville passa en cour martiale et fut déclaré inapte à tout commandement.

### Pour la France
La France avait marché au combat à Minden avec une armée d'une supériorité numérique écrasante et commandée par l'élite de ses officiers. La défaite qui s'ensuivit eut un impact psychologique considérable sur le prestige militaire de cette puissance. Les défaites de Minden, Québec et Quiberon annoncent rétrospectivement la défaite de la France formalisée en 1763, car jusqu’au traité de Paris elle ne sera plus en mesure de reprendre l'initiative. Ce n'est qu'avec la Guerre d'indépendance des États-Unis (1776–1783) qu'elle prendra sa revanche sur son rival britannique, avant de retrouver sa place de puissance hégémonique en Europe continentale avec les campagnes victorieuses de Napoléon.

## Souvenirs de la bataille

### Monuments commémoratifs à Minden

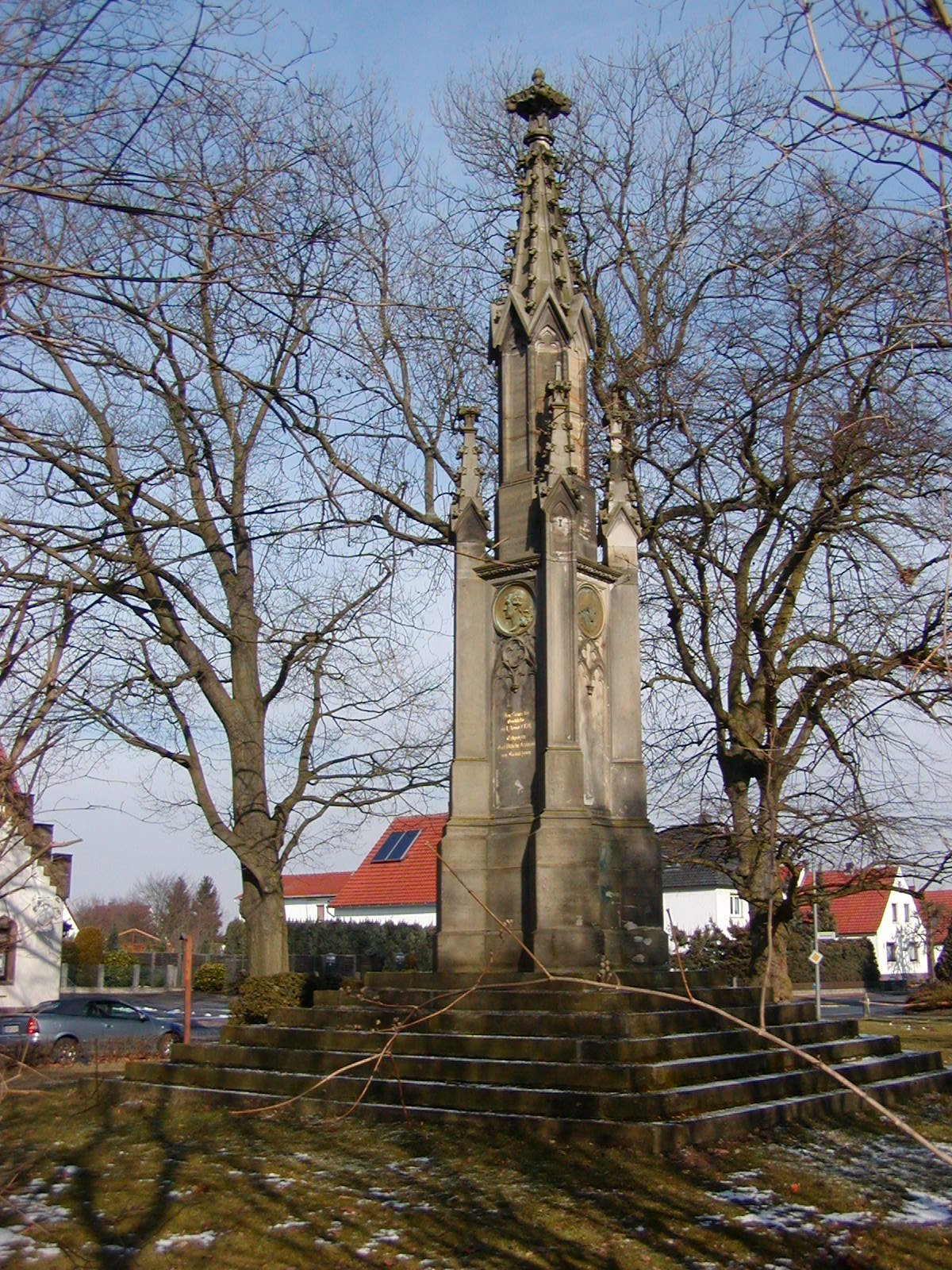
Stèle commémorative de la bataille de Minden à Todtenhausen.

On a retrouvé au siècle dernier sur le champ de bataille de Gohfeld (commune de Mennighüffen-Ostscheid) environ 1 900 squelettes, des vestiges d'armes et des boulets de canon. Le site continue de porter le qualificatif de « prairie sanglante ». Une stèle commémorative le long de la route de Börstel rappelle les événements.
Le mémorial qui commémore l'emplacement de la bataille se trouve dans la rue de Minden vers Petershagen, en face de l'auberge Lohrmann. Chaque année, le 1er août, des représentants du régiment de Minden, de la Bundeswehr et de la municipalité viennent déposer des couronnes de fleurs devant la caserne britannique. Une pièce entière du musée de Minden est consacrée aux archives sur cette bataille.

### LeYorkshire Day
Alors que les régiments de ligne britanniques marchaient au feu, ils traversèrent des jardins couverts de rosiers ; cueillant une fleur, ils l'accrochèrent à leur képi. En commémoration du 1er août, considéré par le « régiment de Minden » comme le Minden Day, les soldats de tout grade accrochent une rose à leur képi. Le régiment d'infanterie légère arbore la rose blanche du régiment du Yorkshire.
Par tradition, et en honneur au courage dont firent preuve les contingents du Yorkshire, le 1er août est appelé le Yorkshire Day (en). Encore aujourd'hui, cinq régiments britanniques continuent de le fêter à travers le monde, selon leur lieu d'affectation.

### LeHMS Minden
En hommage à la bataille, les Britanniques baptisèrent HMS Minden (de) un navire de ligne de la Royal Navy, lancé le 23 juin 1810 à Bombay. Ce vaisseau fut engagé à la baie de Chesapeake en 1812 au cours de la guerre opposant les États-Unis à la Grande-Bretagne. Francis Scott Key devait se trouver à bord du Minden lorsqu'il composa les premiers couplets de l’hymne national américain, The Star-Spangled Banner, mais ce point est controversé. Par la suite, le Minden servit au large d’Alger, de Java et en Australie.
En fin de service, le Minden fut reconverti en navire hôpital pour Hong Kong. En souvenir du Minden, deux rues du quartier de Kowloon portent ce nom : Minden Row et Minden Avenue.

### Dans les arts
Georg Philipp Telemann célébra la victoire de 1759 par un oratorio intitulé « Hannover siegt, der Franzmann liegt » (TWV 13:20). Un arrangement pour voix alto et orchestre en a été donnée par Reinhard Goebel et l'orchestre symphonique de la NDR le 5 décembre 2008.
Les Mémoires de Barry Lyndon de l'écrivain William Thackeray évoquent, au chapitre IV, la participation du narrateur-personnage à la bataille de Minden dans les rangs britanniques.
La guerre à laquelle participe Candide au chapitre III du conte philosophique éponyme de Voltaire apparaît comme une allusion à la bataille de Minden sous couvert d'une guerre fictive entre Bulgares et Abares. En effet, si la publication a lieu en février 1759, la référence est créée par les indications géographique et historique contenues dans la note ajoutée postérieurement qui ouvre le conte et qui présente l'auteur supposé du manuscrit : Traduit de l’allemand de M. le docteur Ralph, avec les additions qu’on a trouvées dans la poche du docteur, lorsqu’il mourut à Minden l’an de grâce 1759.

#### Récit de la bataille
- (de) La bataille de Minden du point de vue allemand
- (en) Documentation de la bataille de Minden du point de vue anglais
- (en) Présentation des combats de Minden avec cartes en anglais

#### Commémoration en Allemagne
- (de) Minden Day - Le « jour de la Rose » à Minden
- (de) Reconstitutions en costumes d’époque
- (de) Le jubilé de 2009

## Sources et bibliographie
- (de) Cet article est partiellement ou en totalité issu de l’article de Wikipédia en allemand intitulé « Schlacht bei Minden » (voir la liste des auteurs).

- (en) Cet article est partiellement ou en totalité issu de l’article de Wikipédia en anglais intitulé « Battle of Minden » (voir la liste des auteurs) dans sa version du 26 novembre 2007.
- Gilles Perrault, Le Secret du Roi, Paris, librairie Arthème Fayard, 1992 (réimpr. 1996, Livre de Poche), 545 p. (ISBN 2-253-13703-0), « Chap. XXVIII », p. 511-515
- (de) Hans Cramer, Die Schlacht bei Minden. Ein Erinnerungsbuch zum 200. Gedenktag der Schlacht bei Minden am 1. August 1759, vol. 8, Minden, J.C.C. Bruns, coll. « Mindener Beiträge zur Geschichte, Landes- und Volkskunde des ehemaligen Fürstentums Minden », 2008 (1re éd. 1959)
- La bataille de Minden. Politique mondiale et histoire locale. [« Die Schlacht bei Minden. Weltpolitik und Lokalgeschichte »], J.C.C.Bruns Verlag, 2008 (ISBN 978-3-00-026211-1, OCLC 554109306)D'un volume de 268 pages (il y a 16 communications concernant la bataille et les conséquences mondiales et locales).
- Frank McLynn, 1759 : The Year Britain Became Master of the World, Atlantic Monthly Press, 2004, 422 p. (ISBN 978-0-87113-881-1)
- (de) Philipp von Westphalen, Geschichte der Feldzüge des Herzogs Ferdinand von Braunschweig-Lüneburg, vol. 3 : 1757-1759, Berlin, Verlag der königlichen geheimen Ober-Hofbuchdruckerei, 1871.
- (de) Hans Eggert Willibald von der Lühe, Militair-Conversations-Lexikon, vol. 5, C. Brüggemann, 1836 (lire en ligne), p. 486 et suiv.
- (de) Kurt Bobbert, Beiträge zur Heimatkunde des Amtes Löhne, Löhne (Allemagne), Amtsheimatverein Löhne, 1980, « Die „Action bey Coofeldt“. Das Gohfelder Gefecht am 1. August 1759 und seine Vorgeschichte »* Bernhard von Poten (Hrsg.): Handwörterbuch der Militärwissenschaften, Bd. 7, Verlag von Velhagen & Klasing, Leipzig/Bielefeld 1879.
- Martin Steffen (Hrsg.): Die Schlacht bei Minden – Weltpolitik und Lokalgeschichte, Verlag J.C.C. Bruns, Minden 2008.  (ISBN 978-3-00-026211-1).
- Friedrich Vormbaum: Die Schlacht bei Minden und das Gefecht bei Gohfeld. Verlag J. C. C. Bruns, Minden 1925.
- Stefan Brüdermann (de): Graf Wilhelm und die Schaumburg-Lipper in der Schlacht bei Minden, in: Schaumburgische Mitteilungen 1 (2017), S. 110–133.